# Mainwangen
Mainwangen ist ein Ortsteil der Gemeinde Mühlingen im baden-württembergischen Landkreis Konstanz in Deutschland.

## Geographie
Zur ehemaligen Gemeinde Mainwangen gehören das Dorf „Mainwangen“ und der Weiler „Madachhof“ sowie die Wüstungen „Berghof“ und „Nozenberg“.

### Geographische Lage
Mainwangen liegt im Nordosten des Hegaus, am Übergang zum Linzgau, etwa anderthalb Kilometer nordwestlich der Mühlinger Ortsmitte, auf einer Höhe von bis zu 681,9 m ü. NHN. Früher, im ausgehenden Mittelalter, wurde diese Landschaft nördlich von Stockach als das „Madach“ bezeichnet.
Im Westen grenzt Mainwangen an den Mühlinger Ortsteil Gallmannsweil, im Norden an den Madachhof, Schwandorf im Landkreis Tuttlingen und Sauldorf im Landkreis Sigmaringen, im Osten an den Ortsteil Schwackenreute und im Süden an Mühlingen.

### Geologie
Im Wesentlichen liegt Mainwangen im Bereich der Überlinger Gletscherzunge des Rheingletschers; regionalgeologisch bedeutet das: am Nordrand der Äußeren Jungmoräne bzw. des voralpinen Molassebeckens.

### Gewässer
Westlich von Mainwangen fließt der Erlenbach in den südlich des Ortes zur Stockacher Aach fließenden Eschbach. Im Nordosten Mainwangens fließt das Talbächlein, das bei Schwackenreute ebenfalls in die Stockacher Aach mündet.

### Schutzgebiete
In Mainwangen ist neben mehreren Biotopen das FFH-Gebiet „Ablach, Baggerseen und Waltere Moor“ ausgewiesen.

## Geschichte

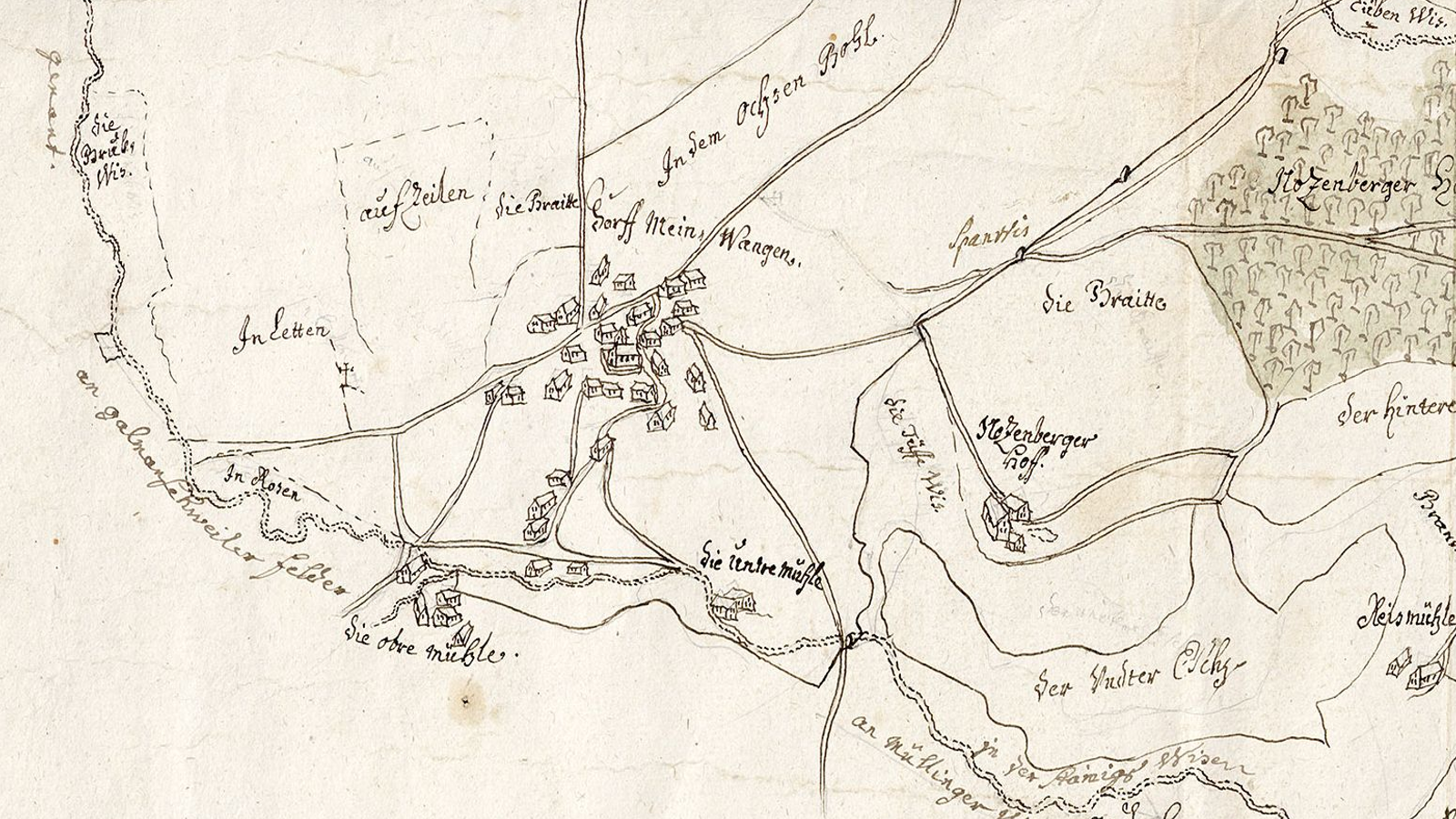
Meinwangen auf einer Karte von 1765

Mainwangen ist eine Rodungssiedlung des 9./10. Jahrhunderts, 1191 wurde sie erstmals in einer Urkunde erwähnt. Damals gehörte das Dorf dem Ritter Bertholdus de Meinewanc, der als Laienbruder ins Kloster Salem eintrat.
Über die Grafschaft Nellenburg kam Mainwangen 1351 als Lehen an die Herren von Heudorf und später an Eberhard von Reisach zu Reichenstein.

„Anno 1499 wardt Mainwang (…) von den Schweizern verbrandt, auff S. Urban und SS Trinitatis abend.“

1594 wurde Mainwangen für 22.000 Gulden von Eitelbilgeri von Stein zu Waldsberg an das Kloster Salem verkauft.
Nach der Mediatisierung im Reichsdeputationshauptschluss kam Mainwangen mit dem Grenzvertrag zwischen Württemberg und Baden 1810 zum Großherzogtum Baden; dort gehörte der Ort zunächst zum Obervogteiamt Münchhöf, das aber bereits 1813 aufgelöst wurde. 1843 kam der Ort zum Bezirksamt Stockach, das 1939 in Landkreis Stockach umbenannt wurde.
1908 befand sich im Gasthaus „Adler“ das erste Telefon Mainwangens, Bürgermeister Kreise erhielt 1922 einen privaten Anschluss.
Der Mainwangerhof, 1428 erstmals bezeugt, war lange Zeit mit der Herrschaft Schwandorf verbunden und kam erst 1926 zur Gemarkung Mainwangen.
Der Madachhof, schon 1168 erstmals urkundlich erwähnt, war von Anfang an bis 1802/03 eine Besitzung des Klosters Salem, später des Großherzogs Ludwig von Baden, dann des Grafen Ludwig von Langenstein und der Grafen Douglas. Die Hofgemarkung Madachhof wurden 1926 zur Gemarkung Mainwangen geschlagen.
Zum Ende des Zweiten Weltkriegs hisste die Mainwanger Bevölkerung vor dem Einmarsch der französischen Truppen die Parlamentärflagge und floh, weil man Racheakte einer auf dem Madachhof stationierten SS-Einheit fürchtete, in den Schindelwald.
Am 26. März 1972 gaben von 130 Stimmberechtigten 77 Bürgerinnen und Bürger ihre Stimmen ab: 24 stimmten für, 53 gegen die Einheitsgemeinde Mühlingen.
Bei der Auflösung des Landkreises Stockach im Zuge der baden-württembergischen Kreisreform 1973 kam das Dorf zum Landkreis Konstanz.
Am 1. Januar 1974 wurde die Gemeinde Mühlingen durch Vereinigung der Gemeinden Mühlingen, Mainwangen und Gallmannsweil neu gebildet. Die heutige Gemeinde entstand am 1. Januar 1975 durch Vereinigung dieser Gemeinde mit Schwackenreute und Zoznegg.

### Name
Meinewanc (1192), Menewanch (1275), Mainwang (1663), Meinwangen (1765/1848), Mainwangen: Der Name verweist auf eine Ortsgründung im Frühmittelalter, „wang“ bedeutet „gewölbtes Feld“, Deutung als „Feld des Maino“.

## Politik

### Wahlergebnisse
Wahlen zur verfassunggebenden Württembergischen Landesversammlung und deutschen Nationalversammlung
| Partei                                                  | 1919   |
| Sozialdemokratische Partei Deutschlands (SPD)           | 41,7 % |
| Deutsche Demokratische Partei (DDP)                     | 16,7 % |
| Zentrumspartei (Z)                                      | 38,8 % |
| Bürgerpartei (BP) / Deutschnationale Volkspartei (DNVP) | 2,8 %  |

Reichstagswahl
| Partei                                                              | 1932   |
| Deutsche Demokratische Partei (DDP) / Deutsche Staatspartei (DStP)  | 15,3 % |
| Zentrumspartei (Z)                                                  | 29,8 % |
| Deutschnationale Volkspartei (DNVP) / Christliche Volkspartei (CVP) | 0,8 %  |
| Nationalsozialistische Deutsche Arbeiterpartei (NSDAP)              | 50,8 % |
| Sonstige (KPD, DVP und andere)                                      | 3,3 %  |

Landtagswahlen
| Partei                                                             | 1952   | 1956   | 1960   | 1964   | 1968   |
| Christlich Demokratische Union Deutschlands (CDU)                  | 30,8 % | 48,1 % | 52,1 % | 45,9 % | 46,7 % |
| Sozialdemokratische Partei Deutschlands (SPD)                      | 5,6 %  | 2,4 %  | 7,3 %  | 9,0 %  | 9,3 %  |
| Demokratische Volkspartei (DVP) / Freie Demokratische Partei (FDP) | 11,7 % | 46,3 % | 38,5 % | 44,2 % | 33,3 % |
| Bund der Heimatvertriebenen und Entrechteten (BHE)                 | 10,3 % | 2,4 %  | –      | 0,9 %  | –      |
| Nationaldemokratische Partei Deutschlands (NPD)                    | –      | –      | –      | –      | 10,7 % |
| Sonstige                                                           | 41,2 % | – %    | 2,1 %  | –      | –      |

Bundestagswahlen
| Partei                                                                      | 1949   | 1953   | 1957   | 1961   | 1965   | 1969   |
| Christlich Demokratische Union Deutschlands (CDU)                           | 64,4 % | 68,4 % | 70,4 % | 58,7 % | 51,5 % | 54,2 % |
| Sozialdemokratische Partei Deutschlands (SPD)                               | 4,4 %  | 6,0 %  | 4,0 %  | 5,0 %  | 8,7 %  | 14,5 % |
| Demokratische Volkspartei (DVP) / Freie Demokratische Partei (FDP)          | 20,0 % | 18,8 % | 22,4 % | 33,9 % | 38,8 % | 26,5 % |
| Gesamtdeutscher Block/Bund der Heimatvertriebenen und Entrechteten (GB/BHE) | –      | 6,0 %  | 0,8 %  | –      | –      | –      |
| Sonstige (KPD, NPD und andere)                                              | 11,2 % | 0,8 %  | 2,4 %  | 2,4 %  | 1,0 %  | 4,8 %  |

### Vögte, Bürgermeister und Gemeinderäte
Im Jahre 1604 stand der Vogt Bartholomä Zeiler Mainwangen als Ortsoberhaupt vor.
Die Selbstverwaltung der Gemeinden wurde mit der Gemeindeverordnung von 1831 erweitert, der Vogt vom Bürgermeister abgelöst.
| Bürgermeister - um 1849: Rieger - um 1870: Futterknecht - um 1920: Kreiser - ???? bis 1923: Karl Otto Restle (Zentrumspartei) - ???? bis 4/1946: Anton Kreiser - 1946 bis 8/1947: Karl Sprenger - 1947 bis 1974: Karl Stotz (* 1913) | langjährige Gemeinderäte - 1949 bis 1974: Ernst Restle - 1953 bis 1980: Hermann Vollmer - 1953 bis 1980: Adalbert Kreiser, 1978 bis 1999 Ortsvorsteher - 1965 bis 1984: Ludwig Buhl - 1989 bis ????: Manfred Schilling, 1999 bis ???? Ortsvorsteher |  |

### Einwohnerentwicklung
| Jahr         | 1604 | 1650 | 1689 | 1705 | 1731 | 1786 | 1800 | 1830 | 1845 | 1850 | 1852 | 1871 | 1880 | 1890 | 1900 | 1910 | 1925 | 1933 | 1939 | 1950 | 1956 | 1961 | 1970 | 1972 | 1974 | 1996 | Ref.                 |
| Wohngebäude  |      |      |      |      |      |      |      |      |      | 36   |      |      |      |      |      |      |      |      |      | 46   |      | 46   |      |      |      |      | [ 12 ] [ 13 ]        |
| Haushalte    |      |      |      |      |      |      |      |      |      |      |      |      |      |      |      |      |      |      |      |      |      |      |      | 54   |      |      | [ 12 ] [ 13 ]        |
| Familien     |      |      | 17   |      |      |      |      |      |      | 34   |      |      |      |      |      |      |      |      |      |      |      |      |      |      |      |      | [ 12 ] [ 13 ]        |
| Einwohner    | 127  | ~80  |      |      | 135  | ~130 | 210  | 196  | 263  | 230  | 283  | 301  | 252  | 256  | 253  | 257  | 234  | 226  | 212  | 240  | 232  | 222  | 192  | 192  | 182  | 221  | [ 14 ]               |
| weiblich     |      |      |      |      |      |      |      |      |      |      | 131  | 136  | 119  | 124  | 125  | 128  | 123  | 110  | 102  | 119  | 118  | 113  | 96   |      |      |      | [ 15 ]               |
| männlich     |      |      |      | 45   |      |      |      |      |      |      | 152  | 165  | 133  | 132  | 128  | 129  | 111  | 116  | 110  | 121  | 114  | 109  | 96   |      |      |      | [ 15 ]               |
| röm.-kath.   |      |      |      |      | 135  |      |      |      | 263  |      |      |      |      |      |      |      | 220  |      |      | 216  |      | 214  | 181  |      |      |      | [ 16 ] [ 17 ] [ 18 ] |
| evang.       |      |      |      |      |      |      |      |      |      |      |      |      |      |      |      |      | 14   |      |      | 21   |      | 7    | 11   |      |      |      | [ 16 ] [ 17 ] [ 18 ] |
| sonst. Konf. |      |      |      |      |      |      |      |      |      |      |      |      |      |      |      |      | 14   |      |      | 3    |      | 1    |      |      |      |      | [ 16 ] [ 17 ] [ 18 ] |

### Wappen
| Wappen der ehemaligen Gemeinde Mainwangen | Blasonierung: „In gespaltenem Schild vorn in Schwarz ein rot-silber geschachteter Schrägbalken, hinten in Gold (Gelb) drei blaue liegende Hirschstangen.“                                          |
| Wappen der ehemaligen Gemeinde Mainwangen | Wappenbegründung: Das Mainwanger Wappen vereinigt die Bilder des Zisterzienserordens und der Grafen von Nellenburg. Das Wappen der ehemals selbständigen Gemeinde Mainwangen wurde 1896 genehmigt. |

## Wirtschaft und Infrastruktur

### Wirtschaft
Die Mainwanger Bürger lebten früher hauptsächlich von der Landwirtschaft. Erst im 19. Jahrhundert nahm die zuvor unbedeutende Viehwirtschaft zu.
Tabelle: Viehstand; * inkl. Kühen und Kälbern
| Jahr     | um 1650 | um 1850 | um 1900 | 1925 |
| Pferde   | 14      | 34      | ~ 25    | 36   |
| Rinder   | 65*     | 136     | 273     | 397  |
| Ochsen   | 15      | ?       | ?       | ?    |
| Schweine | –       | 32      | 150     | 238  |
| Ziegen   | –       | 5       | –       | 15   |

Im Jahr 1851 wurden in Mainwangen ein Küfer, zwei Maurer, zwei Müller – einer auf der Oberen Mühle und einer auf der seit 1545 in Urkunden erwähnten Unteren Mühle, ein Ölmüller, ein Schmied, ein Schneider, ein Wagner, ein Weber sowie ein Wirt genannt.
Der Mainwanger Bauernverein stellte seinen Mitgliedern 1908 unter anderem einen Trieur zur Reinigung des Saatguts und der Früchte zur Verfügung.
1947 gab es 35 Landwirte in Mainwangen. 1950 wurden 43 landwirtschaftliche Betriebe erfasst, dazu eine Mühle, ein Elektrogeschäft, einen Maurer, einen Gemischtwarenladen, ein Fuhrunternehmen, die zwei Gastwirtschaften „Adler“ und „Kreuz“, einen Schuhmacher sowie eine Zimmerei.

### Post
Vor 1900

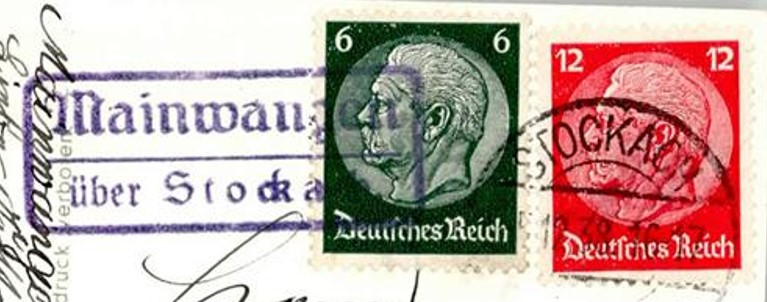
Zusätzlicher Poststempel
„Mainwangen über Stockach“ (1938)

Privatpersonen mussten vor 1821 ihre Post auf der Stockacher Postanstalt selbst abgeben. Dann entstand durch die Einrichtung einer Amtsbotenanstalt die Möglichkeit, dass Privatpersonen ihre Post einem Amtsboten übergeben konnten. Dieser brachte die Post anfangs zweimal, später dreimal wöchentlich zur Stockacher Postexpedition.
In den 1850er Jahren wurde die Amtbotenanstalt aufgrund stetig zunehmendem Schriftverkehr aufgehoben, ihre Dienste der Post übertragen und zum 1. Mai 1859 die Landpostanstalt ins Leben gerufen. Im Amtsbezirk Stockach wurden fünf Botenbezirke eingerichtet, von denen der Botenbezirk No. II von der Expedition in Eigeltingen besorgt wurde. Jeden Montag, Mittwoch und Freitag machte sich der Bote von Liptingen auf die Runde über Schwandorf nach Mainwangen sowie über Mühlingen, Gallmannsweil und Schwandorf zurück nach Liptingen. Poststücke, die in die Mainwanger Brieflade eingeworfen worden waren, wurden vor der Weiterleitung vom Postboten mit dem Uhrradstempel „12.“ versehen.

### Verkehr
Die Gemeinde hatte schon Mitte des 19. Jahrhunderts für die Instandhaltung der Ortswege und Ortsstraßen sowie der Vizinalstraßen – für Mainwangen waren das die Straßen nach Boll, Gallmannsweil, zum Madachhof, nach Mühlingen und nach Schwandorf – zu sorgen.
Heute ist Mainwangen über die Kreisstraßen 6110 (Gallmannsweil ↔ Bundesstraße 313) und 6180 (Mühlingen ↔ Holzach) in das Fernstraßennetz eingebunden.

### Öffentlicher Personennahverkehr
Vom Verkehrsverbund Hegau-Bodensee (VHB) wird Mainwangen mehrmals täglich angefahren. Seit 1972 besteht eine Verbindung über Mühlingen, Zoznegg und Hohenfels nach Stockach.

## Kultur und Sehenswürdigkeiten
Bauwerke
Pfarrkirche St. Peter und Paul

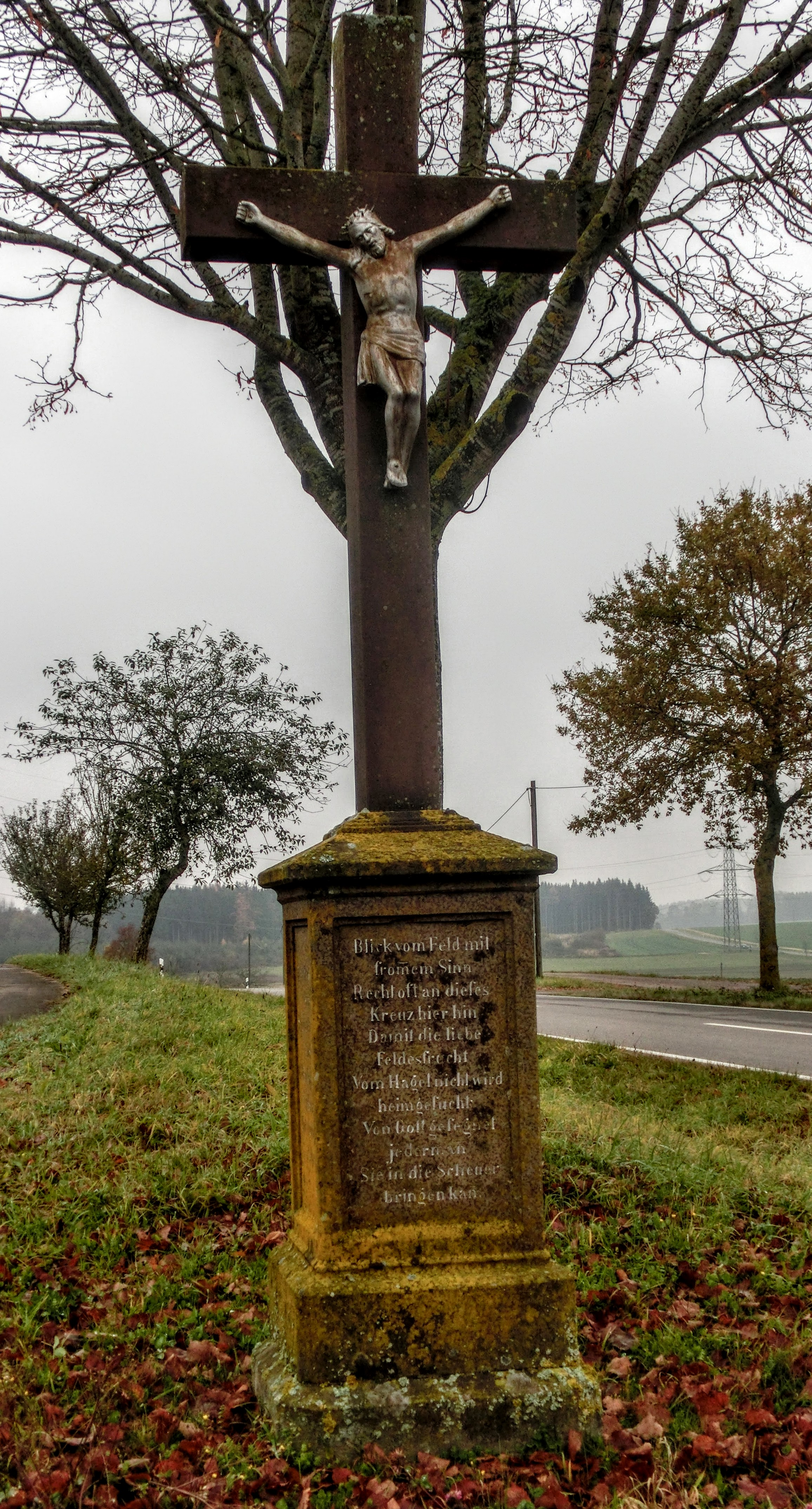
Flurkreuz an der Meßkircher Straße

Spätestens seit 1275 bestand in Mainwangen eine Pfarrei mit Kirche. Die Grundsteinlegung für die heutige Kirche erfolgte am 26. April 1712. Die flach gedeckte, geräumige Saalkirche mit polygonalem Chorraum und drei Altären besticht durch eine überaus reiche und beeindruckende Ausstattung wie unter anderem die von Johann Pöllandt gefertigten Skulpturen Anna selbdritt, Ecce-Homo-Christus und Joachim.
Flurkreuze
Mehrere Flurkreuze an exponierten Stellen, auf Anhöhen und an Weggabelungen in und um Mainwangen werden heute von der Denkmalpflege zu den Kleindenkmalen gezählt und stehen zum Teil unter Denkmalschutz.

## Persönlichkeiten
Söhne und Töchter der Gemeinde
- Kaspar Zeiler (1594–1681), Generalvikar und Weihbischof von Augsburg, in Mainwangen geboren
- Karl Ott (1873–1952), Pädagoge und Politiker, in Mainwangen geboren

Persönlichkeiten, die vor Ort gewirkt haben
- 1854: Stephan Schuhmacher baute gemeinsam mit Eduard Hieber die Orgel für die Pfarrkirche St. Peter und Paul in Mainwangen